# Nikolaj Tisjtsjenko
Nikolaj Tisjtsjenko (Russisch: Николай Иванович Тищенко) (Ljoebino, 10 december 1926 - Moskou, 10 mei 1981) was een voetballer uit de Sovjet-Unie.

## Biografie
Tisjtsjenko speelde zijn gehele carrière voor Spartak Moskou, waarmee hij vier keer kampioen werd, echter was hij geen basisspeler voor de club.
Op 8 september 1954 speelde hij voor het eerst voor het nationale elftal in een vriendschappelijke wedstrijd tegen Zweden. In de zomer van 1956 nam hij met de olympische selectie deel aan de Spelen in Melbourne. In de halve finale tegen Bulgarije brak hij zijn sleutelbeen maar maakte evenzeer de wedstrijd af en gaf in de verlengingen zelfs de assist aan Boris Tatoesjin, die zo het winnende doelpunt maakte waardoor de Sovjets naar de finale ging die de Sovjets uiteindelijk wonnen.
Na zijn spelerscarrière bleef hij aan de slag bij Spartak en trainde onder andere jeugdelftallen. Hij overleed op 55-jarige leeftijd op het veld in een wedstrijdje met veteranen.